# Greppi di Bussero

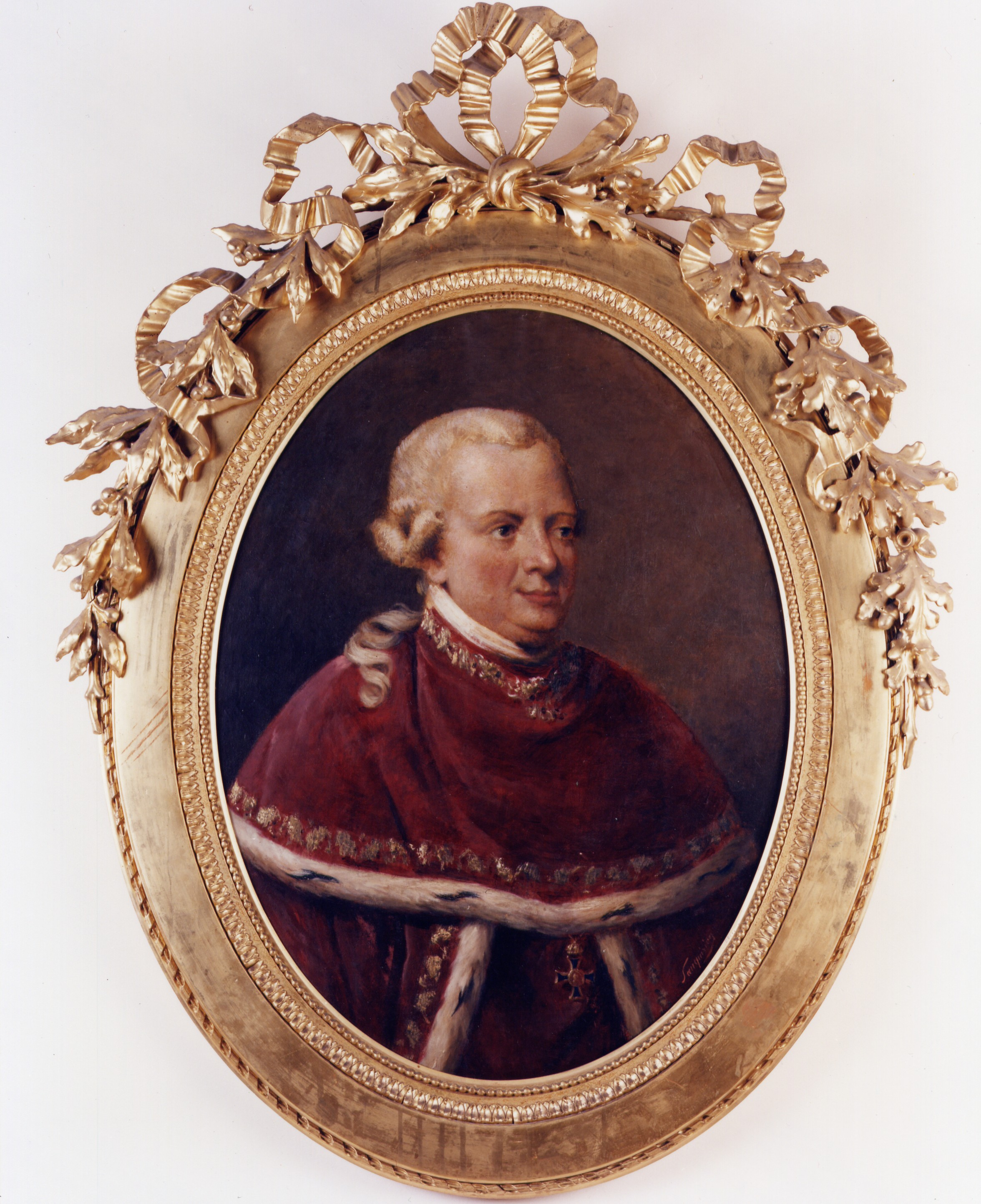
Antonio Greppi, I conte di Bussero e Corneliano

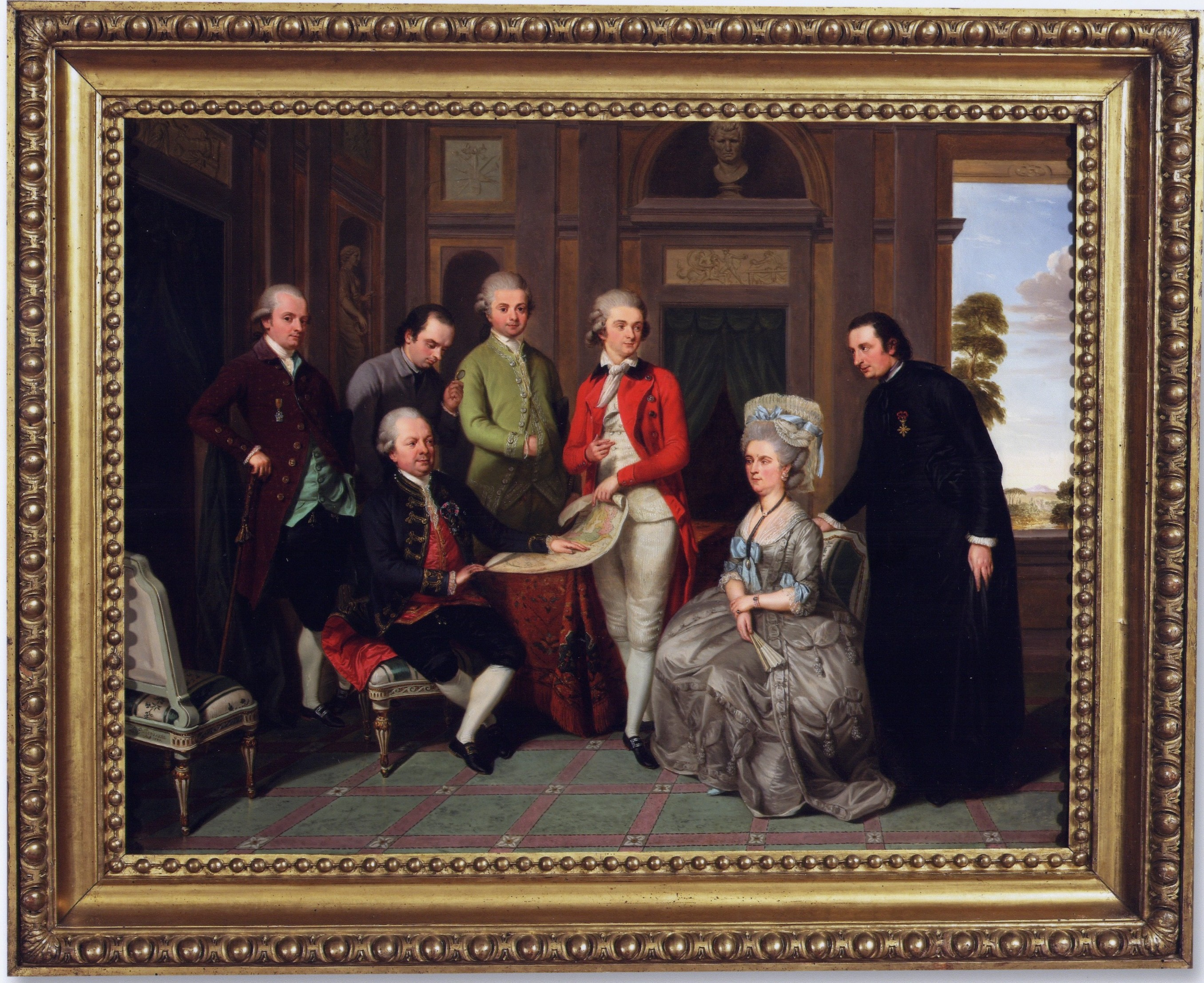
Ludwig Guttenbrunn, La famiglia del conte Antonio Greppi, Milano 1780

I Greppi, poi Greppi di Bussero e Corneliano (1778) o più semplicemente Greppi di Bussero, sono una famiglia lombarda appartenente alla nobiltà filo-austriaca feudataria che, a partire dal XVIII secolo, iniziò a occupare un ruolo centrale nei campi diplomatico, politico e commerciale.
Nell'anno 1778, Antonio Greppi, personaggio di grandi capacità, venne insignito del titolo comitale per volontà dell'imperatrice Maria Teresa d'Austria.
Dal conte Antonio Greppi discesero personalità della famiglia di grande rilievo politico-diplomatico, tra le quali si ricordano due figli, Marco e Paolo, e poi ancora Marco, Giuseppe ed Emanuele, senatori del Regno d'Italia. Il conte Giuseppe Greppi venne ricordato da Ernest Hemingway come una persona di grande intelligenza nel XXXIV capitolo di Addio alle armi. 

## Storia

### Origini
La famiglia Greppi ha origini lombarde, che affondano le radici nel Medioevo. Dapprima si ritrova la sua collocazione "in alto stato" già nel 1167, quando Lantelmo De Greppi (o Lantelmo Greppi), cremasco, risulta annoverato tra i capitani che l'imperatore Federico Barbarossa, giunto in Italia, ha assoldato. Nel 1299, poi, Giovanni Greppi è uno dei Giudici di Crema che compongono la pace con i Milanesi dopo la guerra intrapresa da Crema contro Matteo Visconti.
Si è ritenuto, anche, che la famiglia Greppi fosse "cospicua" a Crema dal XII secolo, sia con il citato Lantelmo che con altri personaggi "che occuparono le prime magistrature". Un antenato di Antonio, Graziolo Greppi, nel 1443 ricopriva la carica di Consigliere della città di Como.

### XVI secolo
Dalla prima metà del Cinquecento, i Greppi possedevano beni immobili a Cazzano Sant'Andrea in Val Gandino e nei territori limitrofi, e godevano dei proventi della loro proprietà, di un'impresa di filatura e tessitura e di un fiorente commercio all'ingrosso di lane e tessuti.

### XVIII secolo
Nella prima metà del Settecento, l'impresa della famiglia Greppi, guidata da Gabriele Greppi, ha una sfera di attività estesa e opera in tutto il Bergamasco, in Veneto (particolarmente a Verona, nel Bresciano e a Venezia) e in Lombardia. La lana, proveniente da Foggia, viene lavorata nella Val Gandino e i prodotti finiti sono venduti nella varie città, dove si provvede anche ad acquisti su commissione.
Antonio Greppi è il personaggio più cospicuo della famiglia e artefice delle sue fortune; nasce il 4 febbraio 1722 a Cazzano Sant’Andrea, figlio di Gabriele ed Elena Piatti. Imprenditore e banchiere, dal 1750 al 1770 è Fermiere Generale della Lombardia Austriaca, al quale l'imperatrice Maria Teresa e il cancelliere Principe Kaunitz affidano la gestione del sistema delle imposte indirette in una delicata fase di transizione dalla preesistente concessione ai privati all'assunzione diretta da parte dello Stato. Nel 1780 Antonio Greppi è all'apice della sua fortuna e della sua potenza: dal 1756 è stato ammesso alla cittadinanza milanese (con privilegio in data Vienna 5 gennaio 1756); dal 1771 è Consigliere del Magistrato Camerale (privilegio di nomina alla Regia Camera dei Conti in data Vienna 31 ottobre 1771); è membro della società patriottica - con decreto imperiale; nel 1778 il Diploma imperiale, per volere dell'imperatrice Maria Teresa d'Asburgo, nomina "il signor consigliere Antonio Greppi e tutti i suoi posteri primogeniti Conte e Conti della Lombardia e feudatari di Bussero e Corneliano nel Ducato di Milano, confermando l'Arma Gentilizia della di lui famiglia" con il sovrano beneficio del riconoscimento di oltre 300 anni di nobiltà precedente della sua famiglia - requisito importante ai fini della ammissione nel Sovrano Militare Ordine di Malta nella classe più elevata dei Cavalieri (privilegio a lettere e patenti, a firma dell'imperatrice Maria Teresa, in data Vienna 19 ottobre 1778) (la più che tricentenaria nobiltà precedente è riconosciuta con la sentenza del Tribunale araldico di Milano in data 25 agosto e 10 settembre 1774). "Quest'uomo celebre, figlio del suo talento e fortunatissimo, ha avuto il modo di essere, per così dire, quasi pregato da Sua Maestà ad accettare il dono del feudo di Bussero e Corneliano col titolo di Conte. Le espressioni di S.M. non sono minori della singolarità di un tal dono", scrive il principe Alberico Barbiano di Belgiojoso, ministro plenipotenziario a Londra.
L'imperatore Giuseppe II gli concede l'onore di conferirgli la dignità di Commendatore dell'Ordine di Santo Stefano d'Ungheria. In una lettera a firma autografa indirizzata "Al Conte Antonio Greppi", datata "Schönbrunn 2 ottobre 1780", l'imperatrice Maria Teresa scrive: "Conte Greppi: Benché non ebbi gran parte all'ultima grazia concedutavi da S.M. l'Imperatore Giuseppe II come Gran Maestro dell'Ordine di Santo Stefano, ho veduto però con piacere e soddisfazione che la medesima Maestà Sua degnò darvi un pubblico attestato del Suo gradimento dei vostri buoni servizi; e come non dubito che cercherete anche per l'avvenire di meritare con vostro zelo, e collo stesso rispettoso attaccamento, che avete sinora in ogni occasione dimostrato per l'augusta mia Casa, la mia Reale Benevolenza, sarà sempre una cosa per me grata di poter accordarvi non meno che alla vostra famiglia ulteriori effetti della mia grazia e Sovrana Protezione". Protagonista della grande stagione delle riforme teresiane, Antonio Greppi è un uomo moderno, intelligente e colto, ma è anche un tipico esponente dell'Ancien Régime, "rigidamente devoto agli ordinamenti fissati". Per questo, lascia Milano dopo l'arrivo di Napoleone e muore a Santa Vittoria di Gualtieri (Reggio Emilia) il 22 luglio 1799.

## Membri illustri
- Conte Marco Greppi, nato il 1º agosto 1745, capo della casa Greppi di Amsterdam, Regio Segretario presso l'Intendenza generale di Trieste (cittadino di Trieste con Lettere Patenti del 31 maggio 1763 e iscritto nel Libro d'Oro dei Nobili di quella Città), poi Consigliere di Sua Maestà Imperiale, membro della R. Camera dei Conti (“Imperial Diploma” del 3 marzo 1773) e consigliere nel Regio Imperiale Consiglio di Governo e del Magistrato Politico Camerale di Lombardia (1786–96), muore esule a Venezia il 26 giugno 1801.
- Conte Paolo Greppi (23 settembre 1748 – 4 sett. 1800), banchiere, console imperiale e decano del Corpo consolare a Cadice, di casa alle Corti di Madrid, di Vienna, di Firenze, di Modena, acuto osservatore degli eventi politici del suo tempo e, in particolare, della rivoluzione francese che analizzò da un osservatorio privilegiato a Parigi (interessante il suo carteggio col padre e con molte personalità, pubblicato dal nipote conte Giuseppe Greppi, ambasciatore e senatore del Regno); Paolo è poi intimo di Napoleone e, soprattutto, di Giuseppina.
- Conte Marco Greppi (3 dicembre 1814 – 17 maggio 1868) è assessore comunale, membro del Governo Provvisorio di Lombardia dopo le Cinque Giornate di Milano, prigioniero degli austriaci, esule nel decennio di preparazione e poi Senatore del Regno.[1]
- Conte Giuseppe Greppi, fratello di Marco, (Milano il 25 marzo 1819 – Roma 8 maggio 1921). Diplomatico nella diplomazia austriaca, nel 1842 è addetto all'ambasciata d'Austria a Roma e poi addetto alla Cancelleria di Stato a Vienna, con il Cancelliere e ministro degli esteri, Principe di Metternich. Dopo aver prestato servizio alla legazione austriaca di Monaco di Baviera e a Stoccarda, nel 1846 è segretario di legazione e destinato a Stoccolma. Dopo le Cinque Giornate di Milano, è esule a Torino nel decennio di preparazione, e collabora con Vincenzo Gioberti e con il Conte di Cavour. Nel 1859 è ammesso alla diplomazia del Regno di Sardegna e destinato a Londra, ove è ministro il marchese Emanuele d'Azeglio. Nel 1860–1861 è Segretario di legazione a Berlino e poi ad Atene. Trasferito a Costantinopoli, nel 1864 è promosso ministro residente e resta a fino al 1866. Dal 1867 al 1871 è a Stoccarda, ministro plenipotenziario del Regno d'Italia nella città nella quale era stato segretario della legazione dell'Impero d'Austria. Poi, fino al 1875 è Ministro plenipotenziario a Monaco di Baviera (anche lì aveva prestato servizio per il governo austriaco). Passa, poi, Ministro plenipotenziario a Madrid, fino al 1883. Infine, nel 1883 è promosso ambasciatore a San Pietroburgo. Muore a 102 anni, senatore del Regno e decano dei diplomatici d'Europa.
- Conte Emanuele Greppi (27 novembre 1853 – 9 gennaio 1931), avvocato, amministratore della cosa pubblica e uomo politico, è assessore alle finanze, all'edilizia, all'istruzione, per un trentennio dal 1886, e poi sindaco di Milano dal 1911 al 1913. Deputato liberale nelle legislature XX, XXII e XXIII, è nominato senatore del Regno nel 1913, ed è autore, con il senatore Francesco Ruffini, Professore nella Regia Università di Torino, di un'interessante proposta di riforma del Senato del Regno. Presidente della Società Storica Lombarda dal 1916 al 1930, presidente dell'Associazione Nazionale Comuni Italiani, dal 1906 al 1914. Come storico, con il prof. Francesco Novati, prima, e poi con il conte Alessandro Giulini, cura la pubblicazione del colossale carteggio di Pietro e Alessandro Verri, e scrive numerosi altri saggi.
- Generale Edoardo Greppi (26 settembre 1867 – 13 febbraio 1952), capitano nel Reggimento Artiglieria a Cavallo (1903), maggiore e addetto militare all'ambasciata a Londra (1913) e poi ancora in quell'incarico come tenente colonnello (1915) e colonnello (1916); capo missione italiana al quartier generale britannico in Francia; colonnello comandante il 67º Raggruppamento d'Assedio (altopiano d'Asiago e Canale di Brenta) nel 1917; ufficiale al comando della 16ª Divisione di Fanteria dell'Esercito francese e poi al comando del 5º Corpo d'Armata (Champagne-Valle dell'Aisne e Ardenne), è promosso generale di Brigata. In qualità di addetto militare a Londra, dopo il Patto di Londra (che porta l'Italia in guerra il 24 maggio 1915), affianca l'ambasciatore marchese Guglielmo Imperiali di Francavilla per tutte le questioni di interesse per il Regio Esercito, e dal 1915 al 1917 cura i rapporti tra il Comando Supremo e il War Office britannico.[2]
- Milena Greppi (8 luglio 1929 – 13 dicembre 2016), figlia di Antonio Greppi (25 Novembre 1901 – 14 Marzo 1991), IX conte di Bussero e Corneliano. Ostacolista e velocista, prese parte a due edizioni dei Giochi olimpici (1952 e 1956) e vinse una medaglia di bronzo ai Campionati europei di atletica leggera 1954. Fu cinque volte campionessa italiana assoluta negli 80 metri ostacoli e due nella staffetta 4×100 metri.[3]

I discendenti di Antonio Greppi di Bussero consolidarono la posizione della famiglia nella società milanese con matrimoni nelle famiglie della più antica aristocrazia: Opizzoni, Litta Visconti Arese, Durini, Casati, Cavazzi della Somaglia, Taverna, Meli Lupi di Soragna, Barbiano di Belgiojoso, Trotti Bentivoglio, Sormani Andreani Verri, Borromeo, Visconti di Modrone, Majnoni d'Intignano.

## Conti di Bussero e Corneliano
- Antonio Greppi (1722–1799), I conte di Bussero e Corneliano
- Marco Greppi (1745–1801), II conte di Bussero e Corneliano
- Antonio Greppi (1790–1878), III conte di Bussero e Corneliano
- Antonio Greppi (1839–1896), IV conte di Bussero e Corneliano
- Giuseppe Greppi (1819–1921), V conte di Bussero e Corneliano
- Emanuele Greppi (1853–1931), VI conte di Bussero e Corneliano
- Giulio Greppi (1879–1955), VII conte di Bussero e Corneliano
- Antonio Greppi (1901–1991), VIII conte di Bussero e Corneliano
- Giuseppe Greppi (1921–2007), IX conte di Bussero e Corneliano
- Luigi Greppi (1953), X conte di Bussero e Corneliano

## Dimore
Dimore abitate dai Greppi:
- Palazzo Greppi
- Villa Greppi (Casate Vecchio)
- Villa Casati-Greppi di Bussero (Casatenovo)
- Villa Greppi-Gonzaga
- Villa Greppi (Mosino, Villa Guardia, Como)
- Palazzo Greppi, a Santa Vittoria di Gualtieri (Reggio Emilia)

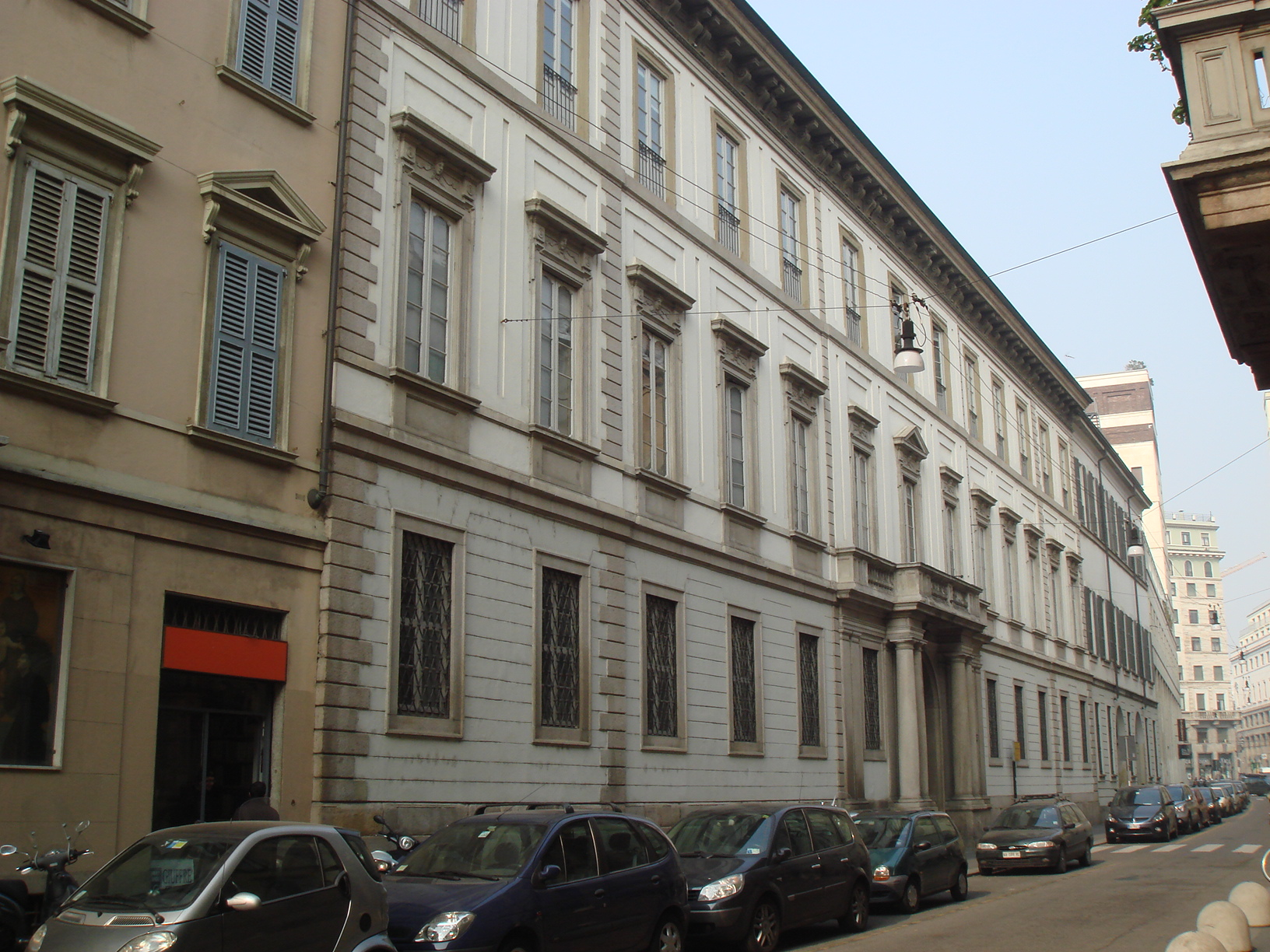
Palazzo Greppi, Milano